# Перистаси
Перѝстаси (на гръцки: Περίσταση, катаревуса: Περίστασις, Перистасис) е село в Северна Гърция, в дем Катерини, област Централна Македония.

## География
Селото е разположено на 26 m надморска височина, на около 3 km източно от град Катерини в Пиерийската равнина.

## История
Селото е основано от гърци бежанци в 1923 година. В 1928 година селото е дадено като изцяло бежанско селище със 166 бежански семейства и 616 жители бежанци.
Населението произвежда традиционно жито, памук, овошки и други земеделски продукти.
По време на окупацията на нацистите са екзекутирани 14 жители на селото.
| Година    | 1913 | 1920 | 1928 | 1940 | 1951 | 1961 | 1971 | 1981 | 1991 | 2001 | 2011 | 2021 |
| --------- | ---- | ---- | ---- | ---- | ---- | ---- | ---- | ---- | ---- | ---- | ---- | ---- |
| Население |      |      | 612  | 936  | 1071 | 1130 | 1176 | 1491 | 1730 | 2550 | 2545 | 2367 |